# Saint-Erblon, Ille-et-Vilaine
Saint-Erblon är en kommun i departementet Ille-et-Vilaine i regionen Bretagne i nordvästra Frankrike. Kommunen ligger i kantonen Bruz som tillhör arrondissementet Rennes. År 2022 hade Saint-Erblon 3 615 invånare.

## Befolkningsutveckling
Antalet invånare i kommunen Saint-Erblon
Referens:INSEE